# Europe (vela)
L'Europe és una classe internacional d'embarcació de vela dissenyada en Bèlgica per Alois Roland, el 1960 i regida per la International Europe Class Union (IECU).

## Història

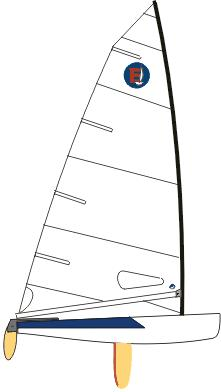
Classe Europe

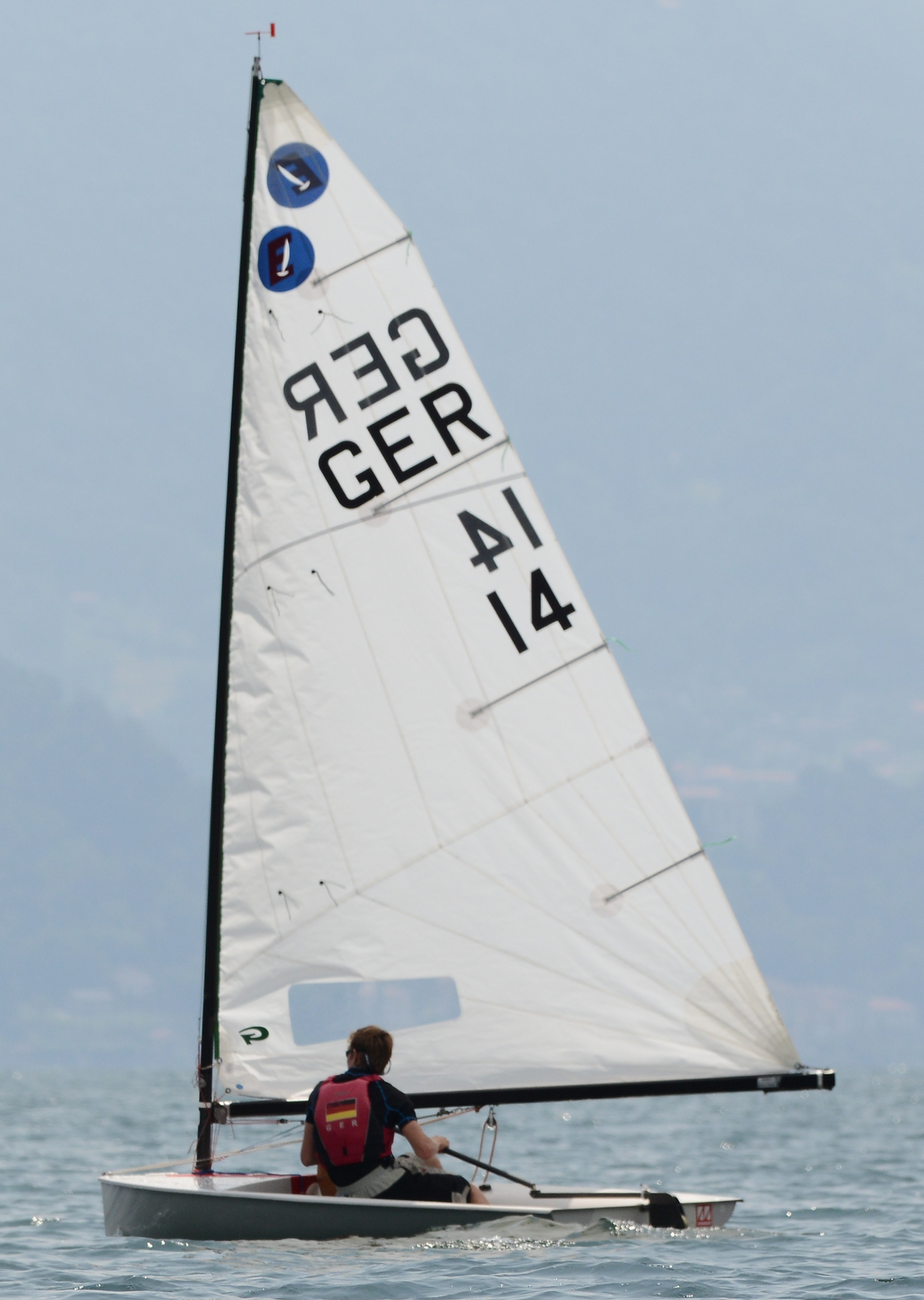
Veler de la classe Europe.

L'Europe va néixer com una versió nova de la classe Moth, però va evolucionar per convertir-se en una classe independent. el 1963 es va crear la  International Europe Class Union  (IECU), i el 1976 la IYRU (actual ISAF) va reconèixer a Europa com a classe internacional. L'11 de novembre de 1988 es va concedir a l' Europa  (com se sol anomenar en espanyol) la nominació d'embarcació olímpica femenina per 1992. Es va mantenir com a embarcació olímpica individual per a dones fins al 2004. En l'actualitat intenta ser l'alternativa europea a la potent classe Laser americana, que precisament serà l'embarcació que la substitueix com a classe olímpica individual femenina, en la versió Laser Radial, des 2008.

## Palmarès olímpic de la classe

### 1992 Barcelona
| Medalla | Regatista                  |
| Or      | Linda Andersen (NOR)       |
| Plata   | Natalia Via Dufresne (ESP) |
| Bronze  | Julia Trotman (USA)        |

### 1996 Atlanta
| Medalla | Regatista                 |
| Or      | Kristine Rouge (DEN)      |
| Plata   | Margit Matthijsse (NED)   |
| Bronze  | Courtney Becker-Dey (USA) |

### 2000 Sydney
| Medalla | Regatista                |
| Or      | Shirley Robertson (GBR)  |
| Plata   | Margriet Matthysse (NED) |
| Bronze  | Serena Amato (ARG)       |

### 2004 Atenes
| Medalla | Regatista            |
| Or      | Siren Sundby (NOR)   |
| Plata   | Lenka Smidova (CZE)  |
| Bronze  | Signe Livbjerg (DEN) |